# Gavilea australis
Gavilea australis är en orkidéart som först beskrevs av Carl Skottsberg, och fick sitt nu gällande namn av Maevia Noemi Correa. Gavilea australis ingår i släktet Gavilea och familjen orkidéer. Inga underarter finns listade i Catalogue of Life.